# Alemania Septentrional
Se denomina Alemania Septentrional (del alemán: Norddeutschland) a la zona geográfica alemana que comprende los estados federados de Bremen, Hamburgo, Mecklemburgo-Pomerania Occidental, Brandeburgo, Sajonia-Anhalt, Baja Sajonia y Schleswig-Holstein. 
El contexto histórico y cultural común de las ciudades del norte de Alemania fue la Liga Hanseática y el dialecto bajo alemán.
En alemán se le denomina Norddeutschland e implica el territorio comprendido entre los Países Bajos, Dinamarca y Polonia. 
Gran parte de esta zona son terrenos de bajo relieve (menos de 100 m s. n. m.). Las tierras llanas son usadas principalmente en la agricultura.[cita requerida]
En la costa al mar del Norte y al mar Báltico el terreno experimenta fuertes mareas, es muy plano, pantanoso y fangoso, lo que permite la presencia de una rica fauna ambiental, de aves principalmente, protegida por la institución Parques Nacionales del mar de Frisia, con parques en las regiones de Hamburgo, Baja Sajonia y Schleswig-Holstein.
Cruzan la región importantes ríos como el Elba y el Weser.